# 蒙达卡
蒙达卡（西班牙語：Mundaca）是西班牙巴斯克自治区比斯开省的一个市镇。总面积4平方公里，总人口1853人（2001年），人口密度463人/平方公里。